# Lands of Lore 3
Lands of Lore 3 ist ein Computer-Rollenspiel von Westwood Studios und der abschließende Teil der mit The Throne of Chaos begonnenen Trilogie. Es erschien am 31. März 1999, zwei Jahre nach dem Vorgänger Lands of Lore: Götterdämmerung, über Westwoods neuen Mutterkonzern Electronic Arts für Windows.

## Handlung
Die Ereignisse schließen unmittelbar an das Ende des zweiten Teils an. Das Drarakel hat nach der Wiedergeburt und dem Tod von Belial keinen Grund mehr, in der Welt der Sterblichen zu bleiben. Es verlässt die Welt daher durch den leuchtenden Pfad – ein Portal in der Form eines Spiegels. Zurück bleibt sein magischer Diener Jakel, welcher unmittelbar mit der Magie des Drarakels Anu verbunden ist. Da er ohne die Magie Anus nicht mehr weiterexistieren kann, schließt er nicht wie aufgetragen den Leuchtenden Pfad, sondern zerstört den Spiegel, so dass der Leuchtende Pfad nie geschlossen wird, und die Magie Anus überlebt. Die Splitter des Spiegels verteilt er in anderen Dimensionen, die nun, wo das Gefüge der Magie erschüttert wurde, in die Welt einzudringen drohen.
Der Spieler übernimmt die Rolle Copper LeGres, eines unehelichen Sohns von Eric, dem Heerführer und Bruder des Königs von Gladstone. Während einer Jagd mit seinem Vater und seinen Stiefbrüdern kommt es zu einem Überfall von Kreaturen aus einer anderen Dimension. Copper überlebt als einziger, verliert dabei aber seine Seele, die ihm von einer der Kreaturen entrissen wird. Gleichzeitig öffnen sich überall in der Spielwelt Portale zu anderen Dimensionen, die schreckliche Kreaturen ausspucken und drohen, Gladstone zu überrennen. Als einzig verbliebener Thronerbe muss er sich nun allein den drohenden Gefahren stellen und versuchen, seine Seele zurückzuerlangen.

## Rezeption
Die Rezensionen für Lands of Lore 3 fielen deutlich kritischer als bei den Vorgängern aus (GameRankings: 61,95 %).
Stefan „Desslock“ Janicki vom US-amerikanischen Spielemagazin Computer Gaming World bemängelte, dass die vielen technischen Probleme und das repetitive Spielprinzip gegenüber der positiven Aspekten wie der guten Klangkulisse, dem übersichtlichen Interface, den gut dokumentierten Spielverlauf und den Reminiszenzen an die vorherigen Serienteile überwiegen.
Von Fans wird ironisch behauptet, das Spiel wurde mitten in der Testphase veröffentlicht, da es zahlreiche Fehler enthielt. Beispielsweise ließ sich auch nach einem Update der letzte Auftrag der Magiergilde nicht erfüllen. Die Lands-of-Lore-Serie wurde eingestellt, der noch fehlerhafte dritte Teil aber trotzdem veröffentlicht.